# 納斯羅普 (科羅拉多州)
納斯羅普（英語：Nathrop）是位於美國科羅拉多州查菲縣的一個非建制地區。該地的面積和人口皆未知。

## 地理
納斯羅普的座標為38°44′50″N 106°04′32″W / 38.74722°N 106.07556°W，而該地的平均海拔高度為2341米（即7680英尺）。